# Malonsäuredimethylester
Malonsäuredimethylester ist eine chemische Verbindung aus der Gruppe der Carbonsäureester, genauer der Ester der Malonsäure.

## Gewinnung und Darstellung
Malonsäuredimethylester kann durch Reaktion von Formaldehyddimethylacetal mit Kohlenmonoxid gewonnen werden.
{\displaystyle \mathrm {H_{2}C(OCH_{3})_{2}+2\ CO\longrightarrow CH_{2}(CO_{2}CH_{3})_{2}} }

## Eigenschaften
Malonsäuredimethylester ist eine wenig flüchtige, licht-, luft- und feuchtigkeitsempfindliche, farblose Flüssigkeit mit schwach esterartigem Geruch, die wenig löslich in Wasser ist.

## Verwendung
Malonsäuredimethylester wird als Ausgangsprodukt bei organischen Synthesen (z. B. Barbitursäure) verwendet. Es wird weiterhin in der Heizungstechnik als Flüssigkeit in Heizkostenverteilern eingesetzt.

## Sicherheitshinweise
Die Dämpfe von Malonsäuredimethylester können mit Luft ein explosionsfähiges Gemisch (Flammpunkt 69–76 °C, Zündtemperatur 440 °C) bilden.